# Амфиполска битка
Амфиполската битка (на гръцки: Μάχη της Αμφίπολης) е битка през Пелопонеската война от 424 до 422 г. пр. Хр. край Амфиполис при река Струма. Води се между спартанците, предвождани от спартанския военачалник Бразид и атинянците, предвождани от Клеон. Двамата военачалници загиват по време на битката. Битката завършва с победа на Спарта и сключване на примирие (Никиев мир).